# Habronattus notialis
Habronattus notialis là một loài nhện trong họ Salticidae.
Loài này thuộc chi Habronattus. Habronattus notialis được Griswold miêu tả năm 1987.